# Felipe III de Waldeck
El Conde Felipe III de Waldeck (9 de diciembre de 1486, Castillo de Waldeck, en Waldeck-20 de junio de 1539, en Bad Arolsen) fue entre 1524 y 1539 Conde de Waldeck-Eisenberg.

## Biografía
Era un hijo del Conde Felipe II de Waldeck-Eisenberg y de su primera esposa, Catalina de Solms-Lich, y sucedió a su padre en 1524 como Conde de Waldeck-Eisenberg.
En torno a 1520 construyó una ala residencial del posterior Castillo de Goldhausen en Korbach. Una ampliación ulterior tuvo lugar entre 1563 y 1565, conducida por su hijo Wolrad II.
En 1525, poco después de asumir el puesto, emitió una orden para introducir la Reforma en 1525 en Waldeck.  Felipe III y su sobrino el Conde Felipe IV de Waldeck-Wildungen nombraron al reformador luterano Johann Hefentreger como pastor de la ciudad de Waldeck. Johann dio su sermón inaugural el 17 de junio de 1526. El 26 de junio de 1526, condujo el servicio de la iglesia luterana, introduciendo oficialmente la Reforma en el condado, cuatro meses antes de que el Landgrave Felipe I introdujera la Reforma en el vecino landgraviato de Hesse. En 1529, se dio el primer sermón luterano en la Iglesia de San Kilian en Korbach; está retratado en el altar como su donante. Felipe, sin embargo, no pudo impulsar la Reforma en Korbach.
Entre 1526 y 1530, Felipe adquirió el secularizado antiguo monasterio de Aroldessen del Hospital de los Hermanos de San Antonio en Bad Arolsen y lo reconstruyó como un Palacio Real. Empleó a Johann von Wolmeringhausen como su Hofmeister y, después de 1530, al hijo de Johann, Hermann von Wolmeringhausen.
Felipe III murió el 20 de junio de 1539. Después de su muerte, Waldeck-Eisenberg fue dividido. Su hijo mayor Wolrad II recibió un menor Waldeck-Eisenberg; su hijo pequeño Juan recibió Waldeck-Landau.

## Matrimonio e hijos
En 1503, Felipe contrajo matrimonio con su primera esposa, Adelaida (f. 1515), hija del Conde Otón IV de Hoya. De este matrimonio, Felipe tuvo cuatro hijos:
- Otón (1504-1541)
- Isabel (1506-1562), desposó en 1525 a Jean de Melun, Vizconde de Gante
- Wolrad II, fundador de la denominada "línea media de Waldeck-Eisenberg"
- Erica (1511-1560), en 1526 desposó a Eberhard de Mark, Duque de Arenberg, y después en segundas nupcias en 1532 al Conde Dietrich V de Manderscheid-Virneburg.

En 1519, contrajo matrimonio con su segunda esposa, Ana de Cléveris (1495-1567), la única hija del Duque Juan II de Cléveris y de Matilda de Hesse-Marburg. El hermano de ella la había encarcelado entre 1517 y 1519 para impedir el matrimonio. De este matrimonio, Felipe tuvo cuatro hijos más:
- Felipe V (nacido en 1519 o 1520; fallecido en 1584), quien se unió al clero
- Juan I (nacido en 1521 o 1522; fallecido en 1567), fundador de la "nueva línea de Waldeck-Landau", que se extinguió en 1597
- Catalina (nacida en 1523 o 1524-1583), desposó en 1550 al Conde Bernardo VIII de Lippe
- Francisco (1526-1574), desposó en 1563 a María Gogreve (f. 1580)